# 텐트 밖은 유럽 스페인 편
《텐트 밖은 유럽 스페인 편》은 2023년 3월 2일부터 2023년 5월 4일까지 방송 되었던 여행 전문 예능 프로그램이다.

## 기획 의도
호텔 대신 캠핑장, 기차 대신 렌터카, 식당 대신 현지 마트! 그 어디서도 소개된 적 없는 세상 자유로운 유럽 캠핑 예능.

## 방송 시간
| 방송 채널 | 방송 기간                       | 방송 시간                        |
| --------- | ------------------------------- | -------------------------------- |
| tvN       | 2023년 3월 2일 ~ 2023년 5월 4일 | 목요일 저녁 8시 40분 ~ 10시 26분 |

## 출연자
- 조진웅
- 최원영
- 박명훈
- 권율

## 같이 보기
- 바퀴 달린 집
- 캠핑클럽